# Banda Api
Banda Api est une île volcanique des îles Banda, en Indonésie. Son volcan, le Gunung Api, est actif et culmine à 640 mètres. Sa dernière éruption date de 1988.